# Захоплення Кассали
Захоплення Кассали (26—31 січня 1941) — одна з операцій східноафриканської кампанії Другої світової війни.

## Короткі відомості
Зі вступом Італії у війну її війська в Італійській Східній Африці зайняли оборонні позиції, здійснюючи лише окремі операції проти прикордонних міст Британського Судану. 3 липня 1940 року британці спробували атакувати населений пункт Метемма, але були відкинуті.
4 липня італійські колоніальні війська під командуванням губернатора Еритреї та Амхари Луїджі Фруші трьома колонами перейшли в контрнаступ та атакували в англо-єгипетському Судані залізничний вузол Кассала. Британська спроба використання танків була знешкоджена італійською авіацією, вдень італійська кавалерія увійшла до Кассали, звідки відійшли місцеві формування, що входили в склад Сил оборони Судану. Одночасно з цією операцією П'єтро Гаццера окупував форти Галлабат і Курмук.
Італійці, незважаючи на початкові успіхи, зупинилися і далі не пішли, надало можливість британцям відновити сили і перегрупуватися. Вже в листопаді 1940 року британські підрозділи спробували повернути Галлабат, і 18 січня 1941-го війська Платта зуміли взяти форт. Зважаючи на погіршення загальної ситуації італійське командування 21 січня віддає наказ — з метою скорочення лінії фронту залишити захоплені пункти і відступити на оборонні позиції. Відступ проходив під прикриттям кавалерійських рейдів, які уповільнили просування британських військ.